# 신풍초등학교 (충남)
신풍초등학교는 대한민국 충청남도 공주시 신풍면 산정리에 있는 공립 초등학교이다.

## 학교 연혁
- 1927년 6월 10일 신풍공립보통학교 개교
- 1938년 4월 1일 신풍공립심상소학교로 개칭
- 1941년 4월 1일 신풍공립국민학교로 개칭
- 1944년 4월 1일 대룡분교장 설치
- 1947년 9월 1일 대룡국민학교로 승격
- 1948년 9월 10일 영정분교장 설치
- 1950년 6월 1일 신풍국민학교로 개칭
- 1957년 3월 2일 조평분교장 설치
- 1957년 4월 1일 영정국민학교로 승격
- 1970년 3월 1일 조평국민학교로 승격
- 1981년 3월 1일 병설유치원 설립
- 1985년 3월 1일 조평분교장으로 격하
- 1994년 3월 1일 조평분교장 통폐합
- 1996년 3월 1일 신풍초등학교 개칭
- 1999년 3월 1일 영정분교장으로 격하
- 2002년 3월 1일 디지털 도서실 설치 운영
- 2002년 3월 1일 영정분교장 통폐합
- 2006년 3월 20일 play in Engilsh Room(영어교실) 설치 운영
- 2007년 3월 1일 대룡초등학교 통·폐합
- 2015년 2월 17일 제85회 졸업(졸업생 5,484명)
- 2015년 3월 1일 학급편성(초등6, 유치원1)

## 참고 자료
- 신풍초등학교 - 한국교육학술정보원 학교알리미